# Friends of P.
Friends of P. è un singolo del gruppo musicale statunitense The Rentals, pubblicato il 21 novembre 1995 come primo estratto dall’album in studio di debutto Return of the Rentals. È la canzone di maggior successo della band, avendo raggiunto la posizione numero 7 nella classifica Modern Rock Tracks. Il brano fu accolto positivamente anche dalla critica.

## Descrizione
Dopo il successo della canzone su MTV, molte persone si chiesero chi fosse il "P" della canzone. Alla fine, nel 1998, Matt Sharp rivelò chi era "P" e l’ispirazione della canzone: "È stata una delle prime canzoni che ho scritto, nell’infanzia dei Rentals", affermando che la canzone fosse su Paulina Porizkova, moglie di Ric Ocasek, front man della band The Cars e produttore dell’album di debutto dell’ex gruppo di Sharp, gli Weezer. Sharp spiegò: "Penso che all’epoca venne fuori perché lei aveva menzionato che le uniche persone che scrivevano canzoni per lei erano cattive band heavy metal o qualcosa del genere." Nella stessa intervista, Sharp continuò dicendo che le persone si chiedevano spesso chi fosse P. nella canzone, con le ipotesi che variavano da celebrità a interpretazioni più tristi. In generale, Sharp espresse divertimento per l’ampia gamma di ipotesi messe in campo. Il brano viene anche citato nella canzone dei Rentals "Big Daddy C" quando una voce nella canzone si chiede "Who the hell is 'P'?" (chi diavolo è 'P'? ).
Dopo che Ocasek scoprì che la canzone riguardava sua moglie, disse: "Ho scoperto che Matt Sharp dei Rental ha scritto una canzone su mia moglie. Ho pensato che la canzone fosse ok, ma anche un po’ sciocca. La verità è che erano Rivers e P quelli che andavano piuttosto d’accordo in realtà."

## Tracce
CD & vinile 7
1. Friends of P. – 3:34
2. So Soon (Previously unreleazed Outtake From the "For The Ladies" Sessions) – 4:21

CD promozionale
1. Friends of P. (Album version) – 3:31
2. Naive (Album version) – 2:20
3. The Love I'm Searching For (Outtake From "For The Ladies" Sessions, Recorded At Poop Alley) – 4:23
4. Friends of P. (Recorded at Gramercy Park Hotel, Room 1020 On Matt's 4-Track]) – 3:24

## Classifiche
| Classifica (1995)                 | Pos. massima |
| --------------------------------- | ------------ |
| US Billboard Hot 100              | 82           |
| US Modern Rock Tracks (Billboard) | 7            |